# Undacypha
Undacypha – wymarły rodzaj owadów z rzędu Lophioneurida. W zapisie kopalnym znany od wczesnej jury do wczesnej kredy. Skamieniałości jego przedstawicieli znajdowane są na terenie Eurazji i Australii.
Użyłkowanie przedniego skrzydła tych owadów charakteryzowały: brak tylnej żyłki subkostalnej, nierozgałęziona i długa przednia żyłka radialna, rozwidlona tylna żyłka radialna, rozwidlona i wychodząca z żyłki radialnej żyłka medialna, pozbawiony odgałęzień odsiebny odcinek przedniej żyłki kubitalnej, nierozgałęziona tylna żyłka kubitalna i pojedyncza żyłka analna. W tylnych skrzydłach występowały krótkie przednie żyłki radialne. U samic długość dziesiątego segmentu odwłoka po stronie spodniej wynosiła od ⅓ do ½ długości segmentu dziewiątego.
Dotychczas opisano 7 gatunków z tego rodzaju:
- Undacypha bournieri Nel et al., 2014 – opisany na podstawie skamieniałości pochodzących z jury środkowej, odnalezionych w Daohugou, na terenie chińskiej Mongolii Wewnętrznej. Epitet gatunkowy nadano na cześć Alexandre’a Bourniera. Długość jego ciała wynosiła około 2,49 mm, a wymiary przedniego skrzydła około 2,31 mm długości i 0,65 mm szerokości. Stosunek długości dziewiątego do dziesiątego tergitu odwłoka mieścił się między 2 a 2,2. W użyłkowaniu przedniego skrzydła tylna gałąź żyłki medialnej kończyła się na odsiebnym brzegu skrzydła, rozwidlenie tylnej żyłki radialnej znajdowało się naprzeciwko wierzchołka przedniej żyłki radialnej, rozwidlenie żyłki medialnej leżało za wierzchołkiem przedniej żyłki radialnej, a pole między gałęziami żyłki medialnej było niezbyt głębokie[1].
- Undacypha divaricata Hong, 1983 – opisany na podstawie skamieniałości pochodzących z keloweju lub oksfordu, odnalezionych w formacji Haifanggou, w Yujiagou, na terenie chińskiej prowincji Liaoning. Długość jego ciała wynosiła około 2 mm, a wymiary przedniego skrzydła około 3 mm długości i 1,7 mm szerokości. W użyłkowaniu przedniego skrzydła tylna gałąź żyłki medialnej kończyła się na odsiebnym brzegu skrzydła, rozwidlenia tylnej żyłki radialnej i żyłki medialnej znajdowały się naprzeciwko wierzchołka przedniej żyłki radialnej, a pole między gałęziami żyłki medialnej było bardzo głębokie[2][1].
- Undacypha europaea Ansorge, 1996 – opisany na podstawie skamieniałości pochodzących z toarku, odnalezionych w Grimmen, na terenie niemieckiej Meklemburgii-Pomorza Przedniego. W użyłkowaniu przedniego skrzydła tylna gałąź żyłki medialnej nie kończyła się na odsiebnym brzegu skrzydła, rozwidlenia tylnej żyłki radialnej i żyłki medialnej znajdowały się za wierzchołkiem przedniej żyłki radialnej, a pole między gałęziami żyłki medialnej było niezbyt głębokie[3][1].
- Undacypha fumida Vishnyakova, 1981 – opisany na podstawie skamieniałości pochodzących z tytonu, odnalezionych w formacji Głuszkowo na rosyjskim Zabajkalu. Wymiary jego przedniego skrzydła wynosiły około 2,5 mm długości i 0,9 mm szerokości. W użyłkowaniu przedniego skrzydła tylna gałąź żyłki medialnej nie kończyła się na odsiebnym brzegu skrzydła, rozwidlenia tylnej żyłki radialnej i żyłki medialnej znajdowały się za wierzchołkiem przedniej żyłki radialnej, a pole między gałęziami żyłki medialnej było niezbyt głębokie[4][1].
- Undacypha kreiteri Nel et al., 2014 – opisany na podstawie skamieniałości pochodzących z jury środkowej, odnalezionych w Daohugou, na terenie chińskiej Mongolii Wewnętrznej. Epitet gatunkowy nadano na cześć paleoentomologa Serge’a Kreitera. Długość jego ciała wynosiła około 3,02 mm, a wymiary przedniego skrzydła około 3,08 mm długości i 1,1 mm szerokości. Stosunek długości dziewiątego do dziesiątego tergitu odwłoka mieścił się między 2,9 a 3,1. W użyłkowaniu przedniego skrzydła tylna gałąź żyłki medialnej nie kończyła się na odsiebnym brzegu skrzydła, rozwidlenia tylnej żyłki radialnej i żyłki medialnej znajdowały się za wierzchołkiem przedniej żyłki radialnej, a pole między gałęziami żyłki medialnej było niezbyt głębokie[1].
- Undacypha longinervis Vishnyakova, 1981 – opisany na podstawie skamieniałości pochodzących z tytonu, odnalezionych w formacji Głuszkowo na rosyjskim Zabajkalu. Wymiary jego przedniego skrzydła wynosiły około 2,2 mm długości i 0,7 mm szerokości. W użyłkowaniu przedniego skrzydła tylna gałąź żyłki medialnej kończyła się na odsiebnym brzegu skrzydła, rozwidlenie tylnej żyłki radialnej znajdowało się naprzeciwko wierzchołka przedniej żyłki radialnej, rozwidlenie żyłki medialnej leżało za wierzchołkiem przedniej żyłki radialnej, a pole między gałęziami żyłki medialnej było bardzo głębokie[4][1].
- Undacypha una Jell et Duncan, 1986 – opisany na podstawie skamieniałości pochodzących z późnego aptu, odnalezionych w australijskiej Wiktorii. Długość jego ciała wynosiła około 2 mm, a wymiary przedniego skrzydła około 2,4 mm długości i 0,8 mm szerokości. W użyłkowaniu przedniego skrzydła tylna gałąź żyłki medialnej nie kończyła się na odsiebnym brzegu skrzydła, rozwidlenie tylnej żyłki radialnej znajdowało się naprzeciwko wierzchołka przedniej żyłki radialnej, rozwidlenie żyłki medialnej leżało za wierzchołkiem przedniej żyłki radialnej, a pole między gałęziami żyłki medialnej było bardzo głębokie[5][1].